# Xã Hyde Park, Quận Wabasha, Minnesota
Xã Hyde Park (tiếng Anh: Hyde Park Township) là một xã thuộc quận Wabasha, tiểu bang Minnesota, Hoa Kỳ. Năm 2010, dân số của xã này là 286 người.